# Atmosfera (album)
Atmosfera è il 23° album in studio del 1983 di Adriano Celentano.

## Tracce
1. Atmosfera – 4:24 (testo: Luciano Beretta, Adriano Celentano, Michele Del Prete – musica: Adriano Celentano)
2. Splende la notte – 5:21 (testo: Luciano Beretta Adriano Celentano, Michele Del Prete – musica: Adriano Celentano)
3. Prima pagina – 4:23 (testo: Luciano Beretta e Michele Del Prete – musica: Gino Santercole)
4. Dipenderà da te – 3:52 (testo: Luciano Beretta, Michele Del Prete – musica: Gino Santercole)
5. Sound di verità – 5:31 (testo: Luciano Beretta, Adriano Celentano, Michele Del Prete – musica: Adriano Celentano)
6. Bel Giovane – 5:06 (Adriano Celentano)
7. Madonna mia – 3:59 (testo: Franco Castellano, Giuseppe Moccia – musica: Gino Santercole)
8. Cammino[1] – 4:03 (Adriano Celentano)

## Formazione
- Adriano Celentano – voce
- Paolo Steffan – basso, cori, chitarra
- Pinuccio Pirazzoli – chitarra, cori, batteria elettronica, tastiera
- Gaetano Leandro – sintetizzatore, programmazione
- Lele Melotti – batteria
- Lella Esposito, Naimy Hackett, Silvano Fossati, Moreno Ferrara – cori